# Jimmy Gressier
Jimmy Gressier, född 4 maj 1997, är en fransk friidrottare som tävlar i långdistanslöpning.

## Karriär
Vid U23-europamästerskapen i friidrott 2019 tog han guld på 5 000 meter och guld på 10 000 meter.